# Civitavecchia
Civitavecchia er en italiensk by (og kommune) i regionen Lazio i Italien, med omkring 51.653(2023) indbyggere. 